# Traditionelle äthiopische Schulbildung
Die traditionelle äthiopische Kirchenschulbildung ist ein elaboriertes Bildungssystem, das im Hochland Äthiopiens bis heute den Zweck erfüllt, Kleriker für den kirchlichen Dienst auszubilden. Bis ins vergangene 20. Jahrhundert war Kirchenschulbildung die einzige Institution, die Grundfertigkeiten in Lesen und Schreiben vermittelte und darüber hinaus für die Verbreitung und Bewahrung christlicher Kultur sorgte. Nicht nur in Gegenden, in denen moderne Schulen oft kilometerweit entfernt sind, nimmt vor allem die erste Stufe der in Klöstern und Kirchenhöfen nach wie vor durchgeführten Kirchenschulbildung weiterhin diese Rolle wahr. 
Über diese Aufgabe hinaus war traditionelle kirchliche Schulbildung durch die Jahrhunderte hindurch außerdem Voraussetzung für eine Anstellung am Hof. Es nimmt daher nicht Wunder, dass die Äthiopisch-Orthodoxe Tewahedo-Kirche aus Sorge, ihren bedeuten Einfluss in Staat und Gesellschaft zu verlieren, große Vorbehalte gegen die Einführung von Schulen des westlichen Typus hatte. 

## Der Lehrplan
Der Lehrplan der traditionellen äthiopischen Schulen ist in vier Abschnitte unterteilt, deren vollständiges Durchlaufen mindestens 28 Jahre benötigt, allerdings nur von zukünftigen Däbtärotsch (Sg. ደብተራ; däbtära; äthiopisch-orthodoxer Kirchensänger) erwartet wird. 
Der erste Abschnitt wird als Haus des Lesens (ንባብ ቤት; nəbab bet) bezeichnet und wurde (und wird teilweise noch) von Kindern zumeist im Alter von fünf Jahren begonnen. Unter Aufsicht eines stark respektierten Lehrers lernen bis zu 200 Schüler (und Schülerinnen) gleichzeitig zunächst das äthiopische Alphabet, bevor sie dann die wichtigsten äthiopisch-orthodoxen Gebetbücher auswendig lernen.
Zukünftige Diakone besuchen nun das Haus der Liturgie (ቅዳሰ ቤት; qədasä bet) nach dessen Absolvierung sie zum Priester geweiht werden können. Ein Teil des Lehrplans dieser Schule ist die äthiopisch-orthodoxe Liturgie und das Stundengebet. Zukünftige Däbtärotsch absolvieren auf dieser Stufe das Haus des Kirchengesangs (ዜማ ቤት; zema bet). In der Regel verlassen Schüler dieser Stufe den Ort des Hauses des Lernens und ziehen in kleinen Gruppen bettelnd im Land umher, um den Zema-Lehrer ihrer Wahl zu finden. Auch während des gesamten Abschnittes, dessen Absolvierung ungefähr neun Jahre benötigt, wird von den Schülern erwartet, dass sie sich durch Betteln selbst erhalten. Sowohl der Kirchengesang als auch der Kirchentanz (ኣቋቋም; aqwaqwam) werden durch Beobachten, Nachahmen und Memorieren gelernt. 
Im Haus der Kirchenpoesie (ቅኔ ቤት; qəne bet)  vertiefen die Däbtära-Schüler ihre Gə'əz-Kenntnisse, um zunächst die von ihren Lehrmeistern vorgetragene Poesie verstehen und sodann ihre eigenen Gedichte produzieren zu können, eine Fertigkeit, die in der äthiopischen Gesellschaft sehr geschätzt wird. Qəne hat zumeist religiösen Inhalt und wird bei großen kirchlichen Feiertagen vorgetragen. 
Im letzten Abschnitt des äthiopischen Kirchenschulwesens, dem Haus des Buches (መጽሐፍ ቤት; mätshaf bet), werden zunächst klassische Kommentare zum Alten und Neuen Testament, später Schriften der Kirchenväter und schließlich die Berechnung des äthiopischen Kalenders und die Geschichte Äthiopiens gelernt.